# Mission to Rescue
Mission to Rescue es una película de acción y suspenso de Kenia de 2021 dirigida por Gilbert Lukalia. Fue seleccionada como la entrada de Kenia de 2021 a la Mejor Película Internacional en la 94.ª edición de los Premios Óscar. La película está basada en una historia real basada en el secuestro de Al-Shabaab de un turista francés en Kenia en 2011.

## Reparto
La película presenta a Melvin Alusa, Warsame Abdi, Abdi Yusuf, Emmanuel Mugo, Andreo Kamau, Abubakar Mwenda, Sam Psenjen, Anthony Ndung'u, Bilal Mwaura, Justin Mirichi, Abajah Brian, Melissa Kiplagat, Brian Ogola y Mwamburi Maole.

## Sinopsis
En un campamento militar en la frontera entre Kenia y Somalia, las Fuerzas de Operaciones Especiales de Kenia que se están entrenando para su próxima misión reciben la noticia de que el Comisionado Asistente del Condado y otras dos personas han sido secuestradas por la milicia Al-Shabaab. Bajo el liderazgo del capitán Baraza, los soldados intentan rescatar a los secuestrados y capturar o eliminar al enemigo en medio de duras condiciones en la ciudad costera de Kenia en 2011.

## Premios y nominaciones
| Año  | Premio                                   | Categoría                         | Destinatario      | Resultado | Referencia |
| ---- | ---------------------------------------- | --------------------------------- | ----------------- | --------- | ---------- |
| 2021 | Premios de la Academia de Cine de África | Mejor película                    | Mission to Rescue | Nominada  | [ 7 ]      |
| 2021 | Premios de la Academia de Cine de África | Mejor director                    | Gilbert Lukalia   | Nominado  | [ 7 ]      |
| 2021 | Premios de la Academia de Cine de África | Mejor actor en un papel principal | Melvin Alusa      | Nominado  | [ 7 ]      |
| 2021 | Premios de la Academia de Cine de África | Logro en maquillaje               | Mission to Rescue | Nominada  | [ 7 ]      |
| 2021 | Premios de la Academia de Cine de África | Logro en la edición               | Mission to Rescue | Nominada  | [ 7 ]      |
| 2021 | Premios de la Academia de Cine de África | Mejores efectos visuales          | Mission to Rescue | Nominada  | [ 7 ]      |